# Sientje van Houten

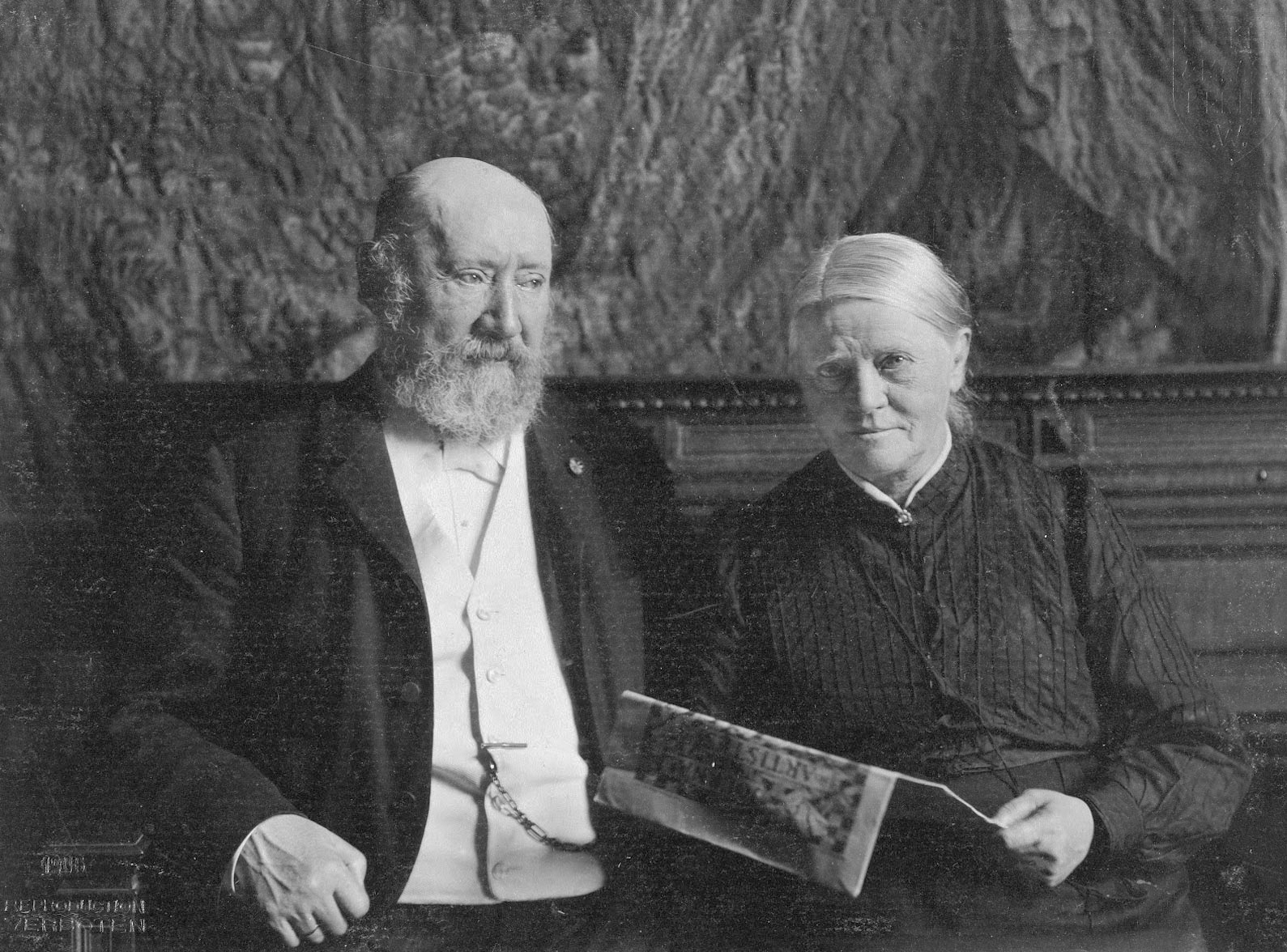
Sientje van Houten i Hendrik Willem Mesdag, 1905

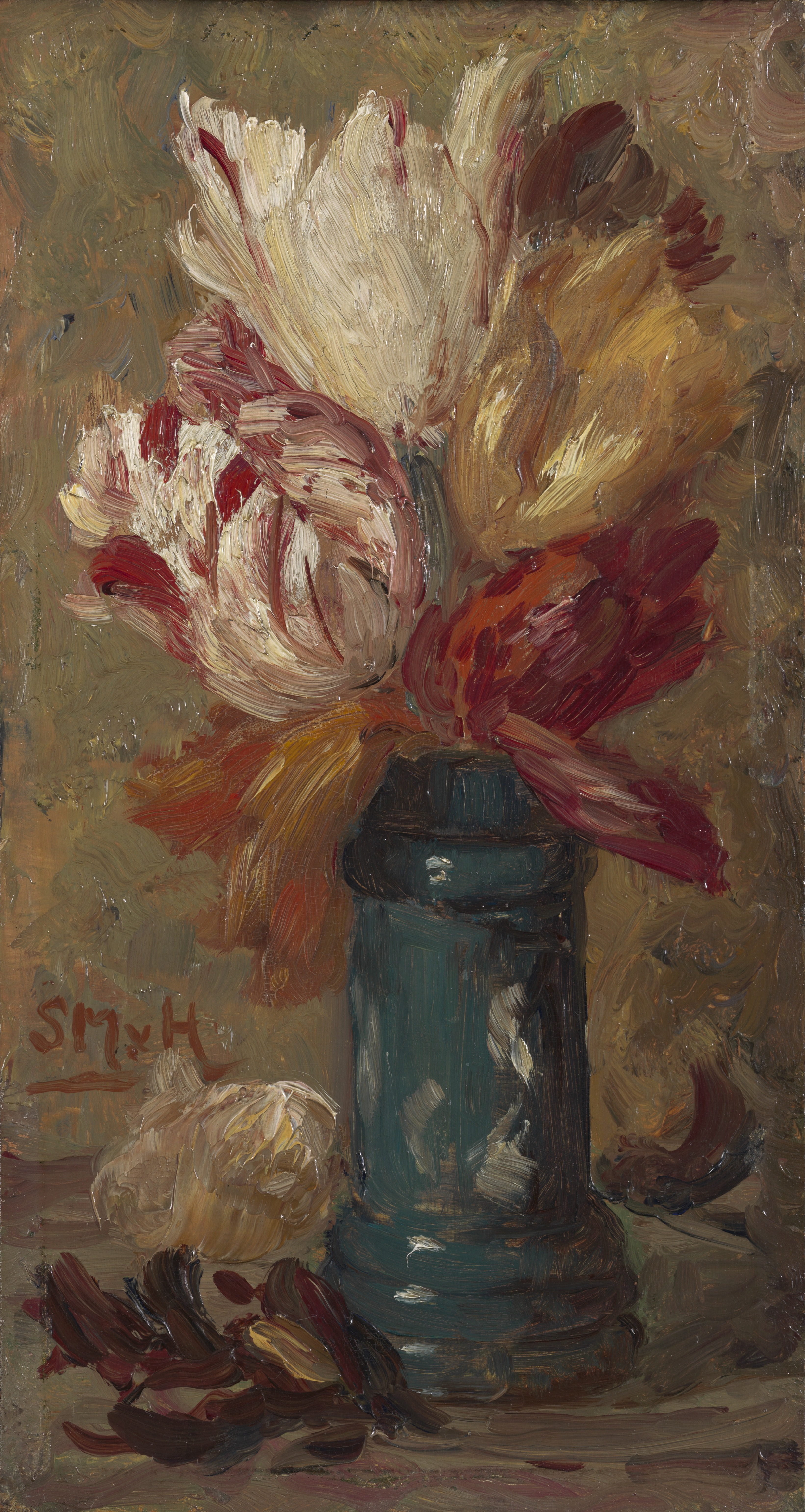
Tulpen in een groene Albarello

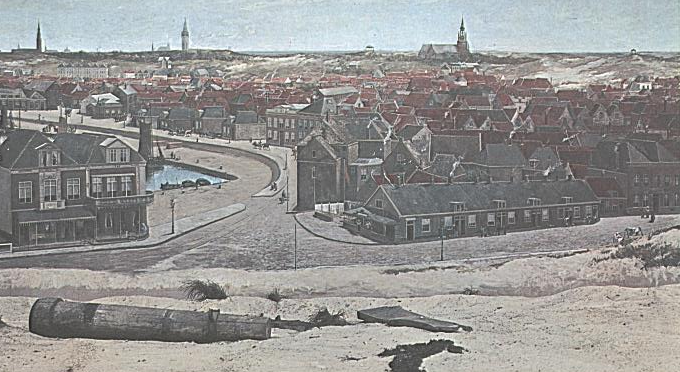
Panorama Mesdag

Sientje van Houten (ur. 23 grudnia 1834 w Groningen, zm. 20 marca 1909 w Hadze) – holenderska malarka specjalizująca się w malowaniu martwej natury i pejzaży, wraz z mężem Hendrikiem Willemem Mesdagem (1831–1915), malarzem marynistą zajmowała się kolekcjonowaniem sztuki.  

## Życiorys
Sientje van Houten urodziła się w rodzinie menonickiej 23 grudnia 1834 roku w Groningen . Była najstarszym z siedmiorga dzieci – jej brat Samuel van Houten (1837–1930) stał się popularnym politykiem . Jej ojciec, Derk van Houten, prowadził tartak, handlował drewnem i zasiadał w radzie miejskiej Groningen . Miał także niewielką kolekcję dzieł sztuki, dzięki której Sientje wcześnie zetknęła się ze sztuką . Z powodu złego stanu zdrowia matki, musiała zająć się prowadzeniem domu .
W 1856 roku poślubiła maklera giełdowego Hendrika Willema Mesdaga (1831–1915) z zaprzyjaźnionej rodziny menonickiej . W 1864 roku dzięki spadkowi po zmarłym teściu Hendrik porzucił pracę i całkowicie poświęcić się malarstwu . Małżeństwo zamieszkało w Oosterbeek, gdzie Hendrik malował w plenerze . Latem 1866 roku Hendrik rozpoczął naukę rysunku w Brukseli u holenderskiego malarza Willema Roelofsa (1822–1897) i para przeniosła się do Belgii . Ich dom stał się miejscem spotkań belgijskich i holenderskich malarzy . Sientje zaczęła również malować . W 1868 roku para przebywała na niemieckiej wyspie Norderney, gdzie Hendrik zainteresował się tematyką marynistyczną . Po przeprowadzce do Hagi w 1869 roku Hendrik wynajął studio z widokiem na morze . Sientje zaczęła pobierać lekcje rysunku u przyjaciela rodziny – malarza Christiaana d'Arnaud Gerkensa (1823–1892) . Po śmierci syna Klaasa w 1871 roku Sientje całkowicie poświęciła się malarstwu .

### Działalność artystyczna
Początkowo zajmowała się malarstwem pejzażowym i często pracowała z zaprzyjaźnionymi artystami . Jej pejzaże charakteryzowały się bogatą, ciemną paletą i miały nastrojowy charakter . Malowała również portrety i martwe natury z kwiatami i owocami . Zaczęła wystawiać swoje prace 1872 roku, a jej obrazy pokazywano m.in. w Antwerpii, Londynie, Paryżu, Chicago, Nowym Jorku, Wenecji i Wiedniu . Jej dwa pejzaże Hutten bij ondergaande zon (pol. „Chaty w zachodzącym słońcu”) oraz Heide bij Ede (pol. „Wrzosowisko koło Ede”) zdobyły brązowy medal na światowej wystawie w Paryżu w 1889 roku . Sientje uważana była za przedstawicielkę impresjonistycznej szkoły haskiej .
Malarka należała do stowarzyszenia przyjaciół sztuki Pulchri Studio . Utrzymywała kontakty z wieloma artystami, a od 1875 roku gromadziła wokół siebie młodych artystów, którym udziela lekcji .
W 1881 roku pomagała mężowi malować wielkoformatowe dzieło panoramiczne o powierzchni płótna 1680 m² – Panoramę Mesdag . Prawdopodobnie namalowała (część) wioski Scheveningen lub dużą część wydm . Sama Sientje jest przedstawiona na płótnie jako kobieta pod białym parasolem na plaży w Scheveningen .
Jej prace znajdują się m.in. w : Rijksmuseum w Amsterdamie, Dordrechts Museum, Kunstmuseum Den Haag, Museum Mesdag w Hadze, Frans Hals Museum w Haarlem, Kröller-Müller Museum w Otterlo, Museum Boijmans Van Beuningen w Rotterdamie.

### Działalność kolekcjonerska
Wraz z mężem stworzyła pokaźną kolekcję dzieł sztuki, obejmującą prawie 350 obrazów, akwareli, rysunków i rycin współczesnych jej artystów . W 1887 roku dla przechowywania zbiorów para wybudowała przydomowe muzeum, a w 1903 roku przekazała kolekcję i muzeum państwu .
Za wkład w sztukę narodową Sientje została uhonorowana orderem Oranje-Nassau .
Chorowała na miażdżycę i zmarła 20 marca 1909 roku w Hadze .